# Carl Rudbeck
Carl-Reinhold Rudbeck, född 28 augusti 1943 i Linköpings församling, Östergötlands län, är en svensk friherre, litteraturvetare, kritiker och skribent. Han är son till Olof Rudbeck
Rudbeck, som är uppvuxen i Stockholm, doktorerade i litteraturvetenskap vid Binghamton State University of New York med The literary criticism of Walter Benjamin 1976. Under 1980- och början av 90-talet arbetade Rudbeck på Svenska Dagbladets kultursida och var bland annat redaktör för Under strecket. Från 1991 till 2005 var han redaktör för den liberala tidningen Smedjan.com, som gavs ut av Svenskt Näringslivs tankesmedja Timbro. Han är medarbetare på Svenska Dagbladets kultursida och i Axess. Därtill är han ofta gäst i panelen i Sveriges Radios program Godmorgon, världen!.

## Priser och utmärkelser
- 2016 – Karin Gierows pris